# Pachygnatha longipes
Pachygnatha longipes là một loài nhện trong họ Tetragnathidae.
Loài này thuộc chi Pachygnatha. Pachygnatha longipes được Eugène Simon miêu tả năm 1894.